# تپه دراشگفت ۱
تپه دراشگفت ۱ مربوط به هزاره اول قبل از میلاد است و در شهرستان خرم‌آباد، بخش پاپی، دهستان سپید دشت، ۲۵۰ متری جنوب شرقی روستای دراشگفت واقع شده و این اثر در تاریخ ۸ بهمن ۱۳۸۵ با شمارهٔ ثبت ۱۷۰۱۶ به‌عنوان یکی از آثار ملی ایران به ثبت رسیده است.